# Gryon david
Gryon david är en stekelart som beskrevs av Lubomir Masner 1979. Gryon david ingår i släktet Gryon och familjen Scelionidae. Inga underarter finns listade i Catalogue of Life.